# X-Statix
X-Statix è una squadra di supereroi mutanti dell'Universo Marvel creato da Peter Milligan e Mike Allred. Nominato originariamente X-Force (di cui doveva rappresentare la seconda incarnazione) il gruppo cambiò nome dopo il primo arco narrativo, diventando X-Statix.

## Storia editoriale
Inizialmente la serie doveva essere un restyling di X-Force, serie che ormai non raggiungeva più le vette di vendite degli anni 90. Joe Quesada, allora Editor in Chief della Marvel, volendo una decisa sterzata, affidò l'operazione di rinnovo a Peter Milligan (già autore di punta della Vertigo) e a Mike Allred (celebrato autore di Madman dallo stile vagamente retrò). I due artisti rielaborarono completamente la squadra, tagliando ogni legame con il corso precedente. Ne uscì un nuovo gruppo che era X-Force solo di nome, un gruppo privato, strutturato come una società con lo scopo di capitalizzare il successo ottenuto combattendo criminali e minacce varie. Un team composto da mutanti non più "eroi in un mondo che li odia" bensì vere e proprie star del cinema alla ricerca di denaro, fama, successo e sesso. La serie, che si poneva quasi come una satira dello show business, non ottenne mai l'approvazione della CCA (portando la Marvel ad adottare un proprio codice interno pur di poterla pubblicare) e, dopo alcuni numeri, prese definitivamente le distanze dalla vecchia X-Force, chiudendo per lasciare il posto alla nuova X-Statix,

## Personaggi
- Anarchico (Tike Alicar): entra a far parte della squadra all'inizio della serie, come sostituto di Sluk. Il suo potere consiste nell'emettere un sudore acido che gli permette di creare energia praticamente dal nulla. Insieme a U-Go Girl sopravvive al massacro del team originale ed entra a far parte della seconda squadra.
- Bloke (Mickey Tork): un massiccio mutante originario di San Francisco con la capacità di cambiare il colore della sua pelle come un camaleonte e un certo grado di superforza. Il suo colore originale era il rosa. Omosessuale dichiarato, era fidanzato con un altro ragazzo mutante.
- Dead Girl (Moonbeam)
- Doop: è uno strano essere verde dalla forma sferica. Ha occhi, bocca e braccia ma è privo di gambe e si sposta fluttuando. Doop si esprime in un linguaggio misterioso che tutti i membri della squadra conoscono. Il suo ruolo nel team è quello di cameraman durante le missioni. Inizialmente le sue origini sono misteriose ma in seguito viene rivelato da Capitan America che è in realtà una super arma biologica creata dall'esercito americano durante la guerra fredda, e che ha un potere tale da distruggere l'intero pianeta.
- El Guapo (Robbie Rodriguez): uno stuntman privo di poteri ma con una relazione simbiotica con la sua tavola da Skateboard, la quale è senziente e dotata di superpoteri. Morirà proprio trafitto dalla tavola stessa.
- Fan Boy (Arnie Lundberg): Arnie è un mutante dotato di enorme poteri di manipolazione molecolare. È nato con la parte destra della faccia completamente sfigurata, cosa che l'ha reso oggetto di scherno e violenze da parte dei suoi coetanei. Ossessionato da U-Go Girl, rimane molto turbato dalla sua morte e decide di sfidare la nuova X-Satix, terrorizzando la sua cittadina per attirarli. Rifiutandosi di uccidere un ragazzino, Guy Smith lo accoglie tra le file della squadra con l'identità di Fan Boy, ben sapendo che, per un difetto cardiaco congenito, il suo cuore non avrebbe potuto resistere ancora a lungo. Arnie muore infatti nella sua prima missione ufficiale.
- Henrietta Hunter: una donna inspiegabilmente tornata dalla morte con avanzate capacità fisiche, empatia e la capacità di comunicare con i fantasmi. Nelle intenzioni originarie di Milligan, doveva essere la Principessa Diana, ma cambiò idea dopo le proteste dei media inglesi.
- Orfano/Mr. Sensibile (Guy Smith): viene nominato capo della squadra nonostante la sua inesperienza sul campo. Tutti i suoi sensi sono estremamente sviluppati, tanto che anche un leggero spostamento d'aria gli provoca dolore. Per evitarlo indossa costantemente un costume speciale creato dal Professor X che limita le sue abilità. Inoltre ha la pelle viola e due antenne sporgenti sulla sua fronte. Molto abile nelle arti marziali, ha mostrato in alcune occasioni la capacità di levitare. Ha delle tendenze suicide che cessano quando instaura una relazione con U-Go Girl.
- Phat (William Robert "Billy-Bob" Reilly): la sua mutazione gli permette di controllare il grasso sottocutaneo permettendogli di espandersi e diventare invulnerabile a colpi ed esplosioni.
- Sant'Anna (Anna): una mutante di origine mista irlandese/argentina dotata di poteri della telecinetici oltre ad essere in grado di rigenerare gli altri.
- Spike (Owen): mutante Afro-Americano in grado di generare dal suo corpo degli aculei che può anche lanciare come proiettili. Ha avuto un'accesa rivalità con l'Anarchico che sminuisce con l'appellativo Capitan Noce di Cocco accusandolo di essere un nero che in realtà vuole essere bianco (nero fuori e bianco dentro proprio come una noce cocco)
- U-Go Girl (Edie Sawyer): teleporta dalla pelle blu, inizialmente legata a Zeitgeist e in seguito all'Orfano. Insieme all'Anarchico sopravvive al massacro del team originale ed entra a far parte della seconda squadra.
- Venus Dee Milo: essere di pura energia che assume forma umana solo quando è nella sua tuta contenitiva. La sua energia corporea le permette di teletrasportarsi, emanare raggi energetici e guarire le piccole ferite.
- Vivisector (Myles Alfred): intellettuale figlio di accademici, si può trasformare in una creatura bestiale di aspetto lupesco, con forza, velocità superiori. Inoltre è dotato di denti e artigli in grado di tagliare l'acciaio. In antitesi alla sua grande intelligenza, quando è trasformato spesso cede all'istinto e alla sete di sangue.

### Formazione originale (X-Force)
La prima formazione del team compare solo nel primo numero della serie e tutti i suoi membri (eccetto Anarchico e U-Go Girl) vengono uccisi durante una missione:
- Ariete: dotato di pelle violacea oltre a forza e resistenza superumane. Deve il suo nome alla testa dotata di due corna ricurve.
- Gin Genie (Rebecca "Beckah" Parker): può emanare energia sismica e creare scosse di terremoto.
- La Nuit (Pierre Truffaut): è francese, in grado di generare una cappa di energia oscura che disperde la luce e controlla gli oggetti.
- Plazm: composto interamente di un liquido trasparente che può controllare le funzioni metaboliche altrui.
- Sluk (Byron Spencer): dotato di una faccia composta di tentacoli (deceduto prima dell'inizio della serie e comparso solo in una registrazione video e sostituito dall'Anarchico). Pare avesse fondato delle associazioni benefiche.
- Zeitgeist (Axel Cluney): leader della squadra con l'abilità di vomitare una sostanza acida dalla bocca. Aveva cospirato per uccidere il resto della squadra ma, nel mezzo della missione, è finito vittima del fuoco incrociato morendo lui stesso. Aveva avuto un'avventura di una notte con U-Go Girl.